# Rathenow
Rathenow település Németországban, azon belül Brandenburgban. Lakosainak száma 24 918 fő (2023. december 31.).

## Népesség
A település népességének változása:
| Lakosok száma | 25 301 | 24 179 | 24 063 | 24 597 | 24 918 |
|               | 2010   | 2020   | 2021   | 2022   | 2023   |